# Narros de Saldueña
Narros de Saldueña ist ein zentralspanischer Ort und eine Gemeinde (municipio) mit 106 Einwohnern (Stand: 2024) in der Provinz Ávila in der Autonomen Region Kastilien-León.

## Lage und Klima
Narros de Saldueña liegt auf der Südseite der Sierra de Gredos in der Provinz Ávila in einer Höhe von ca. 900 m.
Die Entfernung nach Ávila beträgt knapp 28 km (Fahrtstrecke) in südsüdöstlicher Richtung. Das Klima ist gemäßigt bis warm; der Regen (ca. 532 mm/Jahr) fällt mit Ausnahme der trockenen Sommermonate übers Jahr verteilt.

## Bevölkerungsentwicklung
| Jahr      | 1970 | 1981 | 1991 | 2001 | 2011 | 2021 |
| Einwohner | 344  | 290  | 263  | 177  | 131  | 105  |

## Sehenswürdigkeiten

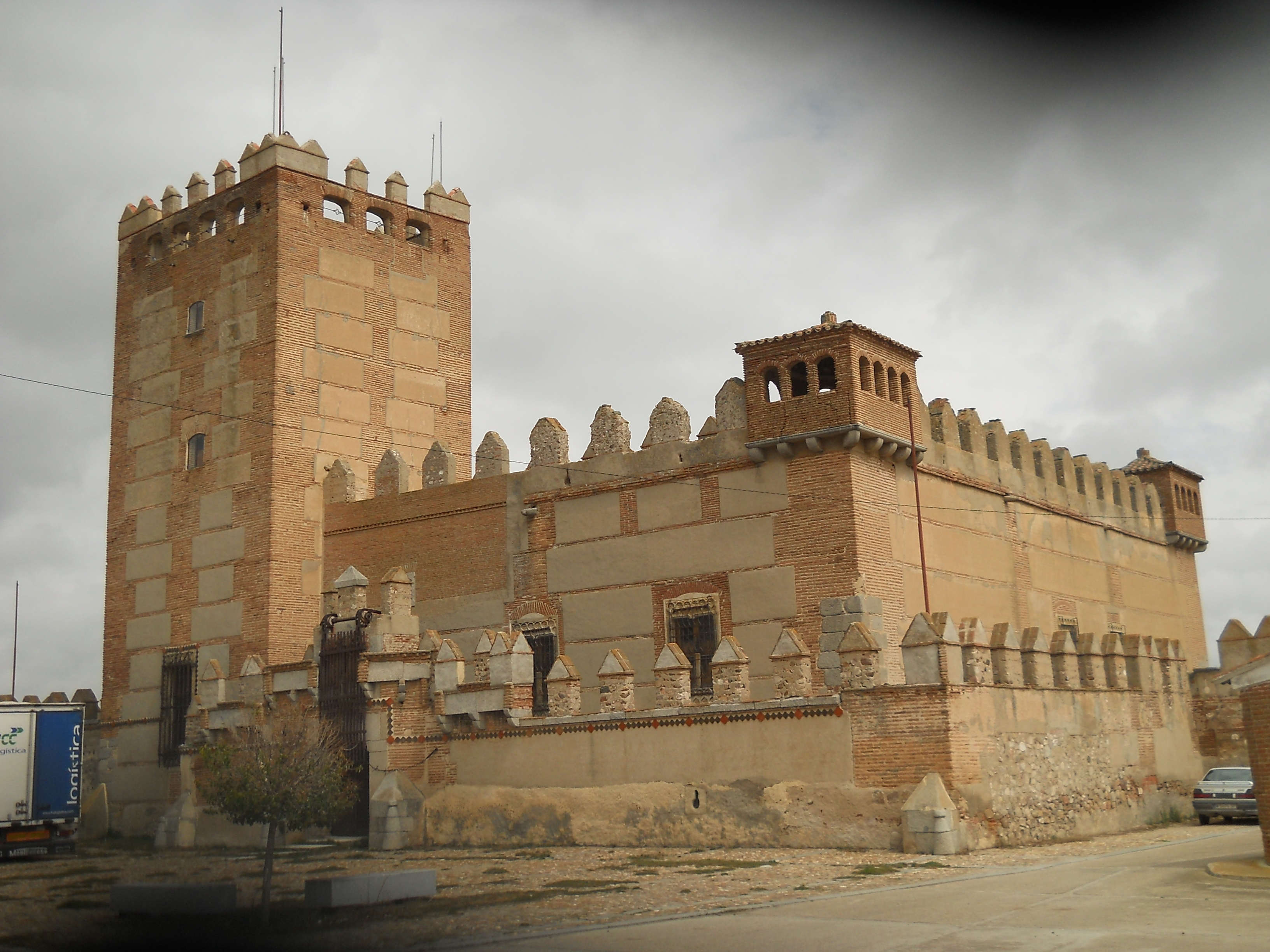
Burganlage
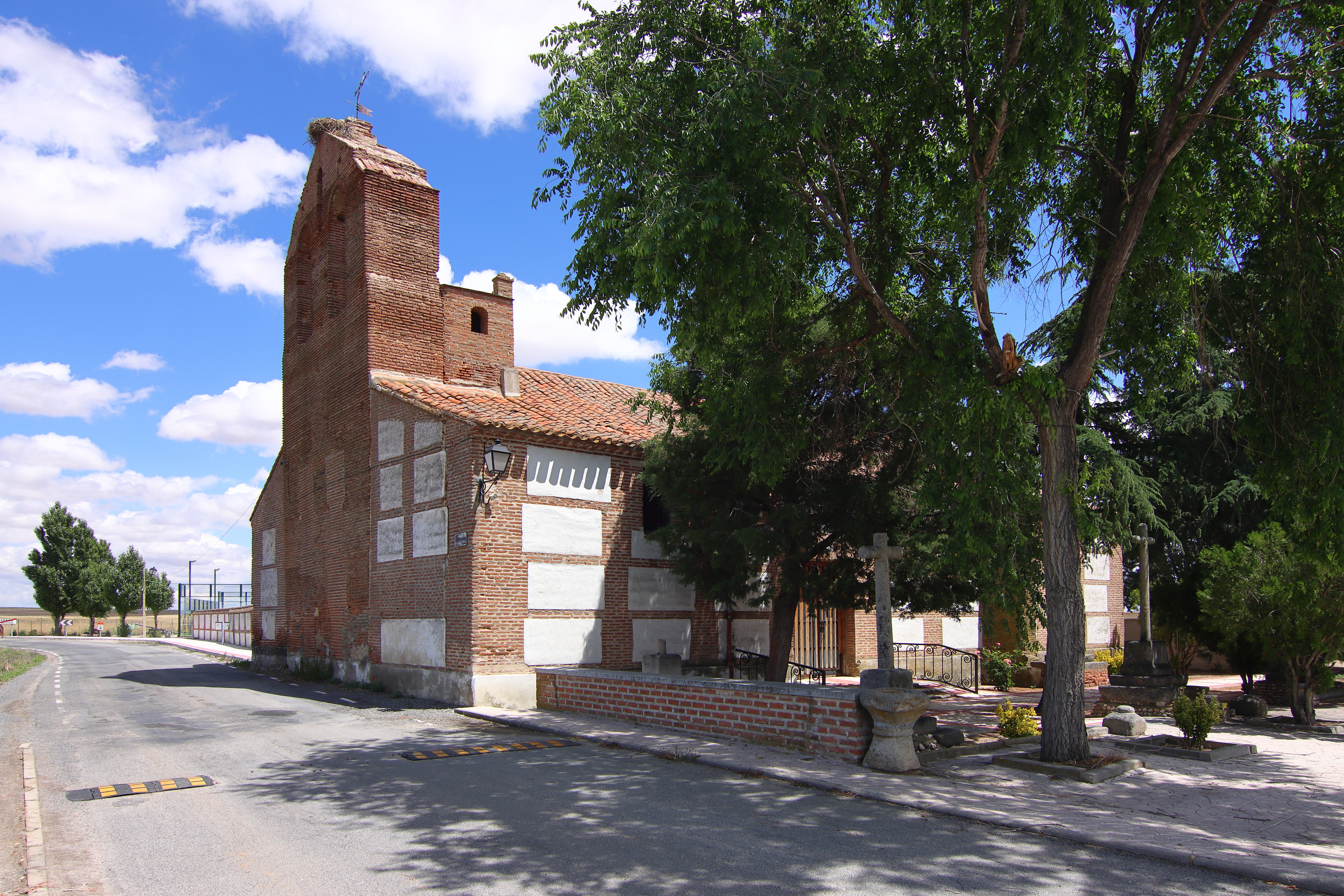
Martinskirche (Iglesia de San Martín Obispo)
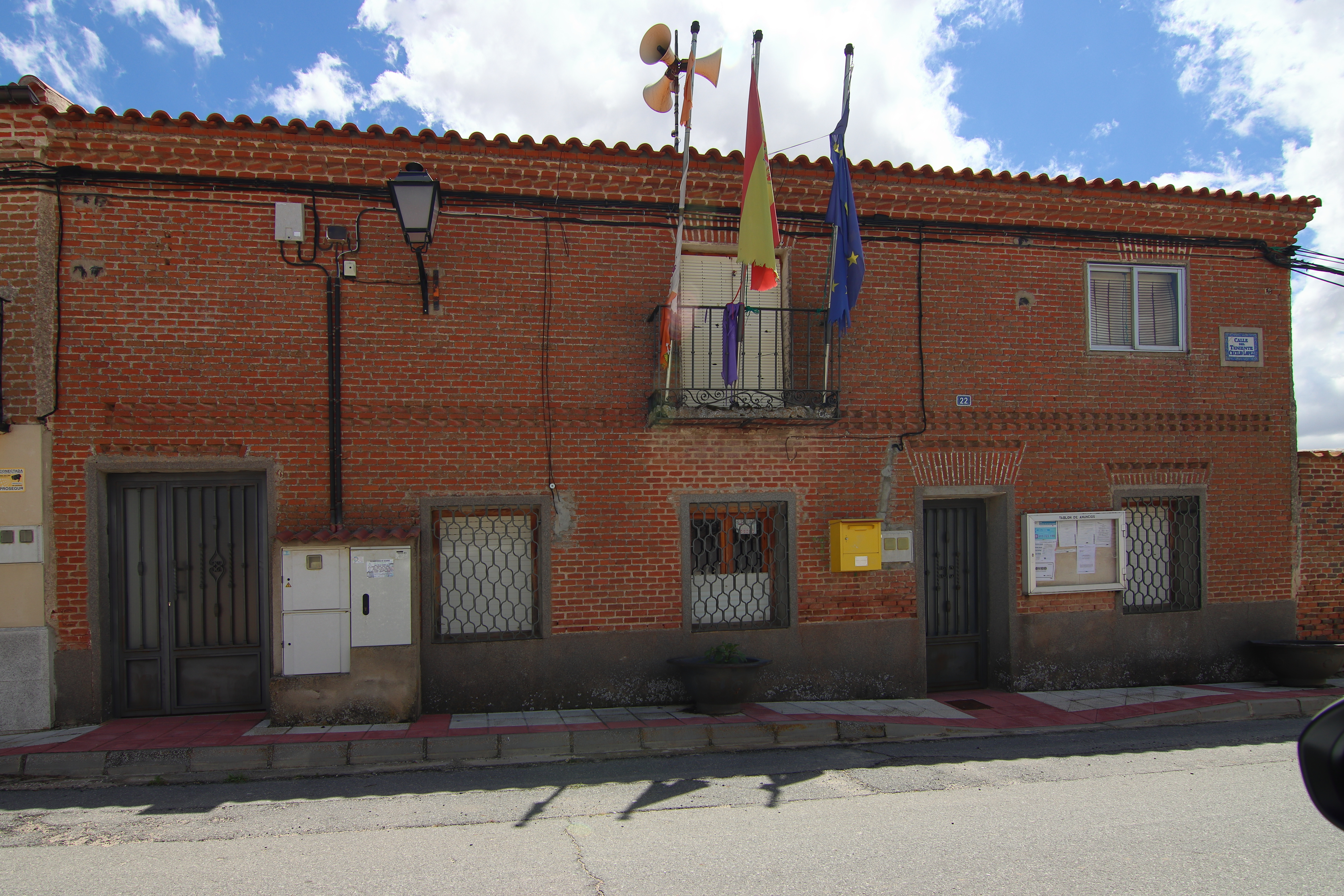
Marienkapelle

- Burganlage
- Martinskirche
- Rathaus